# 張奐

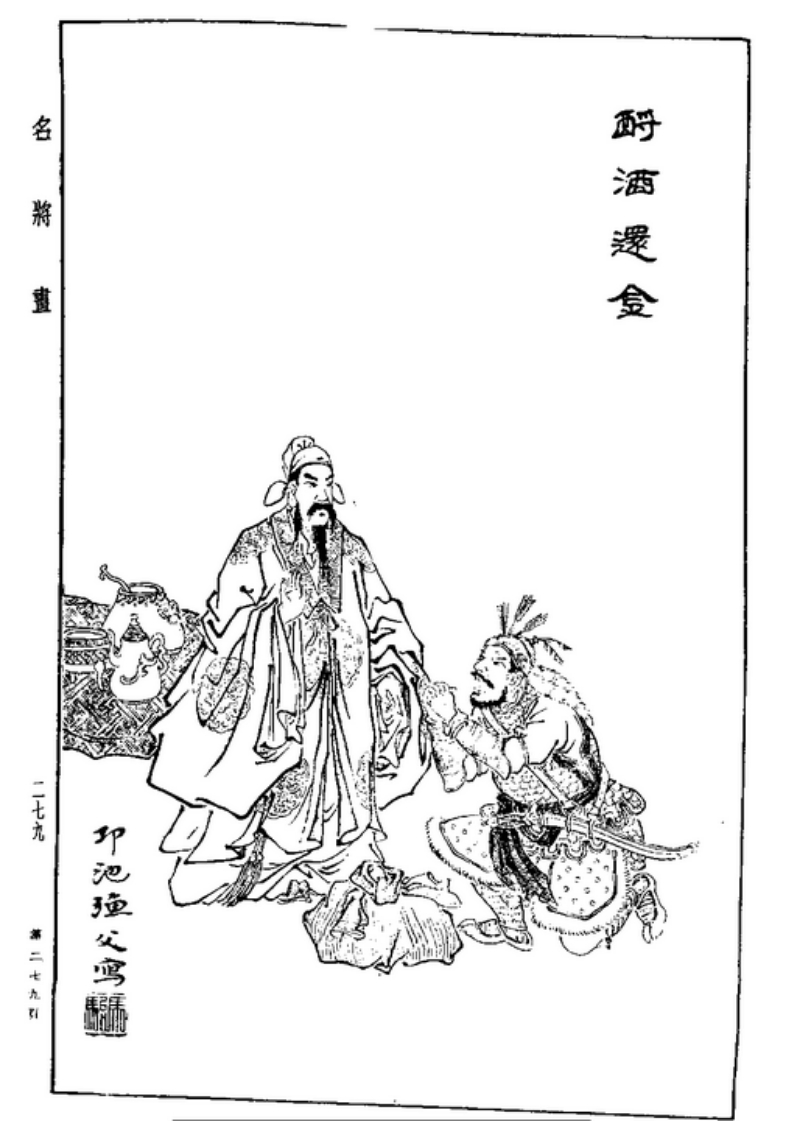
張奐

張 奐（ちょう かん、103年 - 181年）は、中国後漢時代の官僚。字は然明。涼州敦煌郡淵泉県の人。父は漢陽太守張惇。使匈奴中郎将などを歴任し、主に辺境地域で活躍した。

## 生涯

### 出世
幼い頃、三輔で遊び、太尉の朱寵に師事して欧陽『尚書』を学んだ。初め『牟氏章句』は余計な文句が多く、45万字余りもあったが、張奐はそれを添削して9万字にまで減らした。そのことが大将軍の梁冀の耳に入り、張奐は彼の府に召され、桓帝にその『章句』を上奏したところ、東観（宮中の図書館）に保管されることとなった。その後張奐は病を理由に官を去ったが、ふたたび抜擢されて議郎に拝される。
永寿元年（155年）、張奐は安定属国都尉に就任した。初到職の日、南匈奴の左薁鞬の台耆・且渠の伯徳ら7千余人が美稷を略奪し、東羌もこれに応じたため、張奐はたった200人で防ぎ、将の王衛を遣わして東羌を招いて亀茲に拠り、南匈奴に東羌と交通できなくさせた。諸豪は遂に部族を率いて張奐と和親し、共に薁鞬等を撃って連戦した。一方、伯徳は恐れおののき、その衆を率いて降った。羌の豪帥は張奐の恩徳を感じ、馬20匹を献上し、先零の酋長もまた金鐻8枚を贈った。しかし、張奐がこれらを受け取らず、彼らに返還したため、羌らは彼の精悍さに感銘した。

### 使匈奴中郎将として
張奐は使匈奴中郎将となる。時に、休屠各および朔方烏桓が反乱を起こした。兵たちは大いに恐れ、各々逃亡しようとしたが、張奐が帷中に安坐し、弟子と講誦して落ち着いていたので、兵たちも安心して落ち着けることができた。そこで張奐は密かに烏桓と講和し、屠各の渠帥を斬らせ、その衆を破った。これにより諸胡はことごとく降った。
延熹元年（158年）、鮮卑が辺境を侵略したので、張奐は南単于の伊陵尸逐就単于を率いてこれを討ち、数百を斬首した。延熹2年（159年）、梁冀が誅殺され、張奐は元部下ということで免官のうえ任官権を剥奪された。自宅謹慎すること4年、張奐は復帰して武威太守を拝命する。そこで彼は徭役と賦税を公平にし、敗残の兵を督励し、常に治績は諸郡の中で一番だった。これによって河西には欠点が無くなった。また、河西地域では迷信が多く、2月と5月に生まれた子供はことごとく殺されていた。しかし、張奐はこれを正して彼らの風俗を改めさせた。これらの功績により、張奐は度遼将軍に任命され、数年の間に幽州・并州は清静となった。
延熹9年（166年）春、張奐は大司農に拝され、中央に転勤となった。鮮卑は張奐が去ったのを聞き、その夏に南匈奴・烏桓と手を組んで国境を侵し、数千騎で縁辺九郡を略奪し、百姓を殺害した。秋、鮮卑はふたたび数千騎を率いて国境を侵し、東羌をも招き寄せた。ここにおいて上郡の沈氐・安定郡の先零諸種は共に武威・張掖を侵略し、縁辺は大いにその被害を被った。これに後漢の朝廷は憂い、ふたたび張奐を護匈奴中郎将に拝してこの鎮定にあたらせた。南匈奴と烏桓は張奐が戻って来たのを知るなり、部衆を率いて降った。張奐はその主犯だけを誅し、残りを受け入れた。鮮卑のみは国境を出て去った。
永康元年（167年）、たびたび東羌と先零が辺境を略奪するので、張奐は司馬の尹端・董卓を派遣してこれらを撃破し、その首魁を斬ったため、3州は鎮定した。張奐はこの乱の鎮定に功があったものの、宦官に背いたため、大した褒賞を受けなかった。ただ、弘農郡華陰に移り住むことを請願したため、辺境の人には珍しく内地に住むことを許された。

### 党錮の禁
建寧元年（168年）、桓帝崩御後の後漢では竇太后によって垂簾聴政が行われ、大将軍の竇武と太傅の陳蕃は宦官を誅滅することを謀るが、事が宦官に発覚してしまう。中常侍の曹節らはちょうど凱旋して帰還してきた張奐に命じ、事情を知らせず五営の士を率いさせて竇武を包囲させた。これによって竇武は自殺し、陳蕃は逮捕され獄死、竇太后は排除された。張奐は少府に異動し、ふたたび大司農を拝命、今回の功をもって侯に封ぜられた。しかし、張奐はこの事件のことを病んで印綬を返し、職務にあたらなかった。そして翌建寧2年（169年）夏、いわゆる第二次党錮の禁が行われ、竇武と陳蕃に加担した者はことごとく公職追放となった。これに対し張奐は弾劾したが、聞き入れられなかった。
その後、張奐は太常となり、王暢と李膺から三公への就任を勧められたが、中常侍の曹節らに責め立てられ、数日間牢に入れられた。釈放の際に3カ月分の俸禄を差し出し、罪を免れた。また、宦官出身で司隷校尉の王寓が推挙を求めてやって来たとき、多くの官僚は彼を畏れて承諾したが、張奐だけがこれを拒んだため、王寓の怒りに触れ、張奐も謹慎処分となった。謹慎処分の間、門を閉めて家から出ず、弟子を千人養って30万字余りの『尚書記難』を著した。
張奐は若くして志節を立て、かつて士大夫の友人にこう言ったことがある。「大丈夫の世におるや、まさに国家のために功を辺境に立つべし」。張奐が将帥となるにおよび、果たして勳名があった。董卓はこれを慕い、その兄に縑（きぬ）百匹を贈って来た。しかし張奐は董卓の人となりを憎み、絶対に受け取らなかった。
張奐は光和4年（181年）に死去した。彼の著作は24篇にものぼる。

## 子
- 張芝（字は伯英）
- 張昶（字は文舒）
- 張猛（字は叔威）

## 参考資料
- 『後漢書』（列伝五十五 皇甫張段列伝）